# Antoinette Lemonnier
Pour les articles homonymes, voir Regnault et Lemonnier.
Ne doit pas être confondu avec Alice Regnault, dite Mademoiselle Regnault au théâtre
Thérèse Louise Antoinette Regnault, connue sous le nom d'Antoinette Lemonnier, née le 23 août 1787, rue des Sept-Saints, à Brest et morte le 4 avril 1866 à Saint-Sever-Calvados, est une chanteuse d'opéra française, sociétaire de l'Opéra-Comique.

## Biographie
Antoinette Regnault est la fille de Jacques Louis Regnault, comédien, maître écrivain, et de Geneviève Elisabeth Marchand.
Elle à pour maître de chant Roland, baryton-martin du grand théâtre de Rouen. Elle débute, à l'âge de seize ans, au premier théâtre de Rouen, dans le Prisonnier et Maison à vendre, et reste quatre ans dans cette ville, un ordre du surintendant des théâtres la fait à venir à Paris pour débuter à l'Opéra-Comique. Elle débute, le 16 décembre 1808, dans Le Jugement de Midas et Isabelle et Gertrude. Elle continue dans La Belle Arsène, La Colonie, Le Diable à Quatre, Sylvain, Une folie, La Fausse Magie, Montano et Stéphanie, Les Maris Garçons, Maison à vendre, L'Amour filiale, Les Visitandines, Le Calife de Bagdad et  Euphrosine et Coradin.
Sa rivalité avec Cécile Duret-Saint-Aubin est due au fait que Boieldieu écrit surtout pour elle et Nicolo surtout pour Mme Duret,.
Elle a un fils avec Boieldieu, Adrien Louis Victor Boïeldieu (1815–1883), compositeur.
Elle épouse, en 1817, Augustin Lemonnier, ténor de l'Opéra-Comique,.
En 1823, elle se produit à La Monnaie.
Elle veut quitter l'Opéra-Comique, rompt une première fois en 1829 et se retire en 1831, sa représentation de retraite a lieu en mars 1832, salle Ventadour.

## Créations
À l'Opéra-Comique
- 1810 : Cendrillon (en), opéra-féerie en 3 actes de Nicolas Isouard, livret de Charles-Guillaume Étienne, 22 février, rôle de Tisbé[14].
- 1811 : Le Charme de la voix, 24 janvier, rôle de Lisette.
- 1811 : L'enfant prodigue de Pierre Gaveaux ; 23 novembre, rôle de Jephtèle[15].
- 1811 : La jeune femme en colère de Boieldieu, rôle de Rose de Vomar[16],[17].
- 1812 : Jean de Paris, opéra comique en 2 actes, de Boieldieu sur un livret de Claude Godard d'Aucourt de Saint-Just, le 4 avril, rôle de la Princesse de Navarre.
- 1813 : Le Nouveau Seigneur de village, 29 juin, rôle de Babet[18].
- 1813 : Valentin ou le Paysan romanesque d'Henri Montan Berton ; 3 septembre, rôle de Marie[19].
- 1814 : Les Héritiers Michau de Nicolas-Charles Bochsa ; 30 avril, rôle de Suzette[20].
- 1815 : Les Noces de Gamache, opéra comique de Bochsa, rôle de Quitterie, 16 septembre[21].
- 1815 : La Sourde-muette de Blangini[22], 26 juillet.
- 1816 : La Fête du village voisin, de Boieldieu, opéra-comique, en trois actes, livret de Sewrin, rôle de Madame de Ligneul[23].
- 1816 Charles de France ou Amour et gloire, opéra-comique de Boieldieu et Hérold, rôle de Marguerite de Sicile[24],[25].
- 1817 : La clochette ou le diable page de Ferdinant Hérold, rôle de Palmire[26].
- 1818 : La Fenêtre secrète d’Alexandre Batton, 17 novembre, Mme de Florville
- 1819: Les Rivaux de village ou La Cruche cassée, 24 décembre, rôle de Rose[27],[28].
- 1820 : Voitures versées de Boieldieu, 29 avril, rôle de Madame Melval[29].
- 1821 : Jeanne d’Arc ou la Délivrance d’Orléans de Michele Enrico Carafa, 10 mars
- 1823 : Leicester ou le Château de Kenilworth, rôle d'Elisabeth, 25 janvier [30],[31].
- 1826 : Le timide ou Le Nouveau Séducteur, d’Esprit Auber, 30 mai, rôle travesti de Valmont[32].
- 1827 : Les Petits appartements d'Henri Montan Berton ; 9 juillet, rôle de La Baronne[33].
- 1829 : La Fiancée d’Esprit Auber, 10 janvier, rôle de Mme Charlotte
- 1830 : Danilowa, 23 avril[34],[35], rôle de Sélomir[36].
- 1830 : Joséphine ou le Retour de Wagram d’Adolphe Adam, 2 décembre, rôle de Joséphine[37],[38],[39].